# مهندسی ورزش

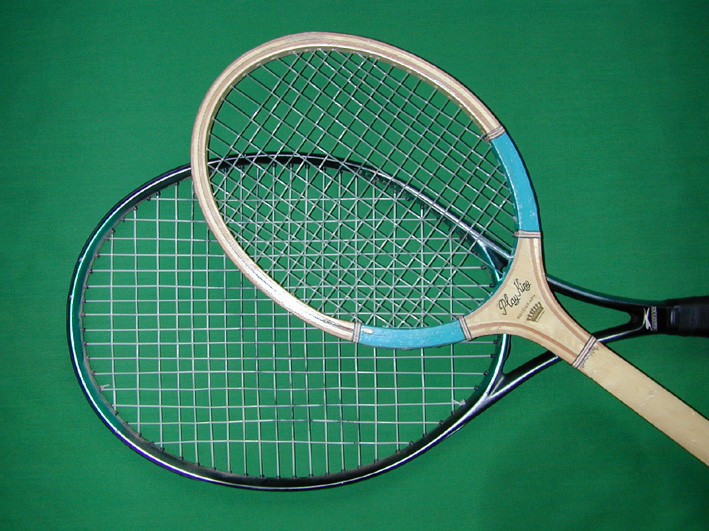
یک رشته ورزشی

امروزه پیشرفت ورزش و علوم ورزشی بدون یاری جستن از علوم و ابزار مهندسی مقدور نمی‌باشد طوری که حتی نتایج و رکوردهای ثبت شده در رقابت‌های جهانی را کاملاً تحت تأثیر قرار می‌دهد. مهندسی ورزش که از دو کلمه مهندسی و ورزش تشکیل شده‌است، به معنای به‌کارگیری و کاربردی سازی علوم ریاضی و فیزیک برای حل مسائل ورزشی به منظور کمک به ارتقا، ورزش و بهبود عملکردهای ورزشی، با استفاده از ابزار و لوازم می‌باشد. مهندسی ورزش یک رشته مهندسی جدید و از دسته رشته‌های فنی و مهندسی بوده که در برگیرنده مجموعه ای از علوم مهندسی دارای کاربرد در ورزش و علوم ورزشی در زمینه تحلیل، طراحی و ساخت تجهیزات، لوازم و اماکن ورزشی می‌باشد. به عبارتی دیگر هدف این رشته تربیت نیروی انسانی با مهارت‌های مهندسی است که به‌طور خاص در حیطه ورزش فعالیت نماید. مهندسی ورزش در سطح جهانی یک رشته مستقل بوده و گرایش هیچ رشته دیگری محسوب نمی‌شود.

## مهندسی ورزش در جهان و ایران

### در جهان
تاریخچه مهندسی ورزش با تعریف و رویکرد امروزی به اواخر دهه ۹۰ میلادی بازمی‌گردد که توسط استیو هاک معرفی شد. مهندسی ورزش حوزه جدیدی از مطالعات است ولی در اصل قدمتی طولانی دارد. بسیاری از دانشمندان در طول تاریخ کوشیده‌اند با استفاده از ورزش برای توضیح علم یا از علم برای توضیح یک عمل ورزشی خاص نظریات خود را اثبات کنند. اولین تحقیقات دراین حوزه را آیزاک نیوتن در سال ۱۶۷۲ انجام و روی حرکت چرخشی نظریه ای داد که بعدها دو دانشمند بزرگ هنریش مانگوس و لرد ریلی آن را تکمیل کردند. این دانشمندان نظریه خود را با چرخش توپ اثبات کردند. جوزف جان تامسون در سال ۱۹۱۰ میلادی در مورد دینامیک توپ گلف رساله ای را به انجمن سلطنتی انگلستان تقدیم کرد.
دانشگاه شفیلد انگلستان به عنوان پیشگام در این زمینه، [انجمن بین‌المللی مهندسی ورزش (ISEA) http://www.sportsengineering.org/] را در سال۱۹۹۶ تأسیس نمود و با دعوت از کشورهای مطرح در ورزش در اولین کنفرانس مهندسی ورزش به مدیریت دکتر استیو هاک این رشته را به جهانیان معرفی کرد. موفقیت در این کنفرانس، زمینه‌ساز رشد و توسعه این رشته نوین و تأسیس آن در دانشگاه شفیلد در سال ۱۹۹۸ گردید. در حقیقت بنیان‌گذار رشته مهندسی ورزش در جهان دکتر استیو هاک، دانشگاه شفیلد و کشور انگلستان می‌باشد. یکی از دلایل اصلی تأسیس رشته مهندسی ورزش یک نیاز واقعی بود. در المپیک ۱۹۹۶ آتلانتا کاروان ورزشی انگلستان رتبه ۳۶ جهان را به‌دست آورده و در واقع در کورس رقابت از بسیاری از کشورهای تراز اول جهان عقب افتاد. این اتفاق مسئولان و متخصصان این کشوربه تفکر واداشت که چگونه این فاصله با کشورهایی که از سایر علوم ورزشی به خوبی استفاده می‌کردند را جبران نمایند که فکر ایجاد و استفاده از علم جدید مهندسی ورزش با تمرکز روی تجهیزات، لوازم و دستگاه‌های ورزشی مطرح گردید. حاصل این تفکر و تأسیس رشته مهندسی ورزش کسب رتبه ۳ المپیک ۲۰۱۲ لندن پس از ۱۶ سال بود که مطابق گزارش دانشگاه شفیلد این موفقیت ماحصل استفاده از ویژگی‌های رشته مهندسی ورزش بود چراکه عمده مدال‌های خوشرنگ از رشته‌هایی که پایه تجهیزاتی دارند به‌دست آمد و اصطلاحاً دوپینگ تکنولوژیک یا دوپینگ سالم نامیده شد. تأثیرات مهندسی ورزش در موفقیت‌های ورزشی کشور انگلستان آنقدر زیاد بود که در المپیک ریو ۲۰۱۶ این کشور با کسب رتبه ۲ برای اولین بار بالاتر از کشور چین قرار گرفت.

### مهندسی ورزش در ایران
در ایران نیز با توجه به پیشرفت علوم مختلف و تخصصی‌تر شدن آنها، نیاز به رشته‌های مهندسی افزایش یافته و ورزش نیز از این قاعده مستثنی نبود. همگام با دنیا اولین تحقیقات دانشگاهی در حیطه رشته مهندسی ورزش در ایران از حوالی سال ۱۳۸۱ توسط گروهی از متخصصان علوم مهندسی واحد دانشگاهی علوم و تحقیقات دانشگاه آزاد اسلامی شروع شد. در شرایطی که تنها در تعداد انگشت شماری از کشورها و دانشگاه‌های جهان رشته مهندسی ورزش دایر شده بود ماحصل این تحقیقات محققان در سال ۱۳۸۶ منجر به تأسیس گروه و رشته مهندسی ورزش برای اولین بار در ایران و قاره آسیا در دانشکده فنی و مهندسی واحد دانشگاهی علوم و تحقیقات تهران شد که در سال ۱۳۸۷ به‌طور رسمی اقدام به جذب دانشجو نمود و در خدمت جامعه علمی، ورزشی و صنعتی کشور قرار گرفت. برنامه درسی دوره‌های کارشناسی و کارشناسی ارشد رشته مهندسی ورزش توسط وی تألیف و تدوین شده و در فراینده دشوار داوری و اصلاحات با نظارت دقیق دفتر برنامه‌ریزی آموزشی، در شورای عالی برنامه‌ریزی آموزشی وزارت علوم، تحقیقات و فناوری جمهوری اسلامی ایران به تصویب رسید.

## حوزه‌های مهندسی ورزش و ویژگی‌ها و کارکردها

### تجهیزات و لوازم ورزشی
متداول‌ترین بخش از مباحث فنی در ورزش همانا تجهیزات و لوازم ورزشی است. تجهیزاتی نظیر دستگاه‌های بدنسازی که در باشگاه‌های مختلف ورزشی مورد استفاده قرار می‌گیرد و انواع توپ و دروازه و راکت که به عنوان مهم‌ترین ابزارها در برگزاری پرطرفدارترین رشته‌های ورزشی مورد استفاده قرار می‌گیرند. تحلیل، طراحی و ساخت، تعمیر و نگه داری، انتخاب، استفاده و ایمنی تجهیزات و لوازم از قابلیت‌های مهندسی ورزش و از استعدادها و توانمندی‌های مهندسین ورزش می‌باشد.

### فضاهای ورزشی
اصولا ورزش می‌بایست در یک فضای ورزشی مناسب و صحیح انجام شود. مهندسی ورزش و متخصصان این حوزه در زمینه‌های تحلیل، طراحی و ساخت، تعمیر و نگهداری، روشنایی و نورپردازی، تأسیسات الکتریکی و مکانیکی، صدا، کفپوش، معماری و زیباسازی، راحتی، ارگونومی و ایمنی اماکن و فضاهای ورزشی، می‌توانند به خوبی ایفای نقش نمایند.

### پوشیدنی‌های ورزشی
از دیدگاه عمومی پوشاک ورزشی را در دسته لوازم ورزشی طبقه‌بندی می‌کنند. اما در مهندسی ورزش مدرن پوشیدنی‌های ورزشی (که پوشاک ورزشی تنها بخشی از آن محسوب می‌شود) آنقدر اهمیت دارد که بتوان آن را در حوزه ای جداگانه ارزیابی نمود. ایجاد تغییرات و بهبود در میزان انتقال حرارت و رطوبت برای شرایط اب و هوایی مختلف، بهبود در راحتی و ارگونومی و ارتقاء خواص ویسکو الاستیک لباس از کارکردهای مهندسی ورزش در زمینه پوشاک ورزشی است که تاثیر بسزایی در افزایش عملکرد و بازده ورزشکار داراست.
پوشیدنی‌های ورزشی تنها به پوشاک ورزشی کلاسیک گفته نمی‌شود بلکه پوشیدنی‌های هوشمند ورزشی که قابلیت اندازه‌گیری اطلاعات ارزشمندی چون ضربان قلب، میزان کالری مصرفی، میزان بافت چربی و عضلانی و حتی پارامترهای حرکتی ورزشکاران را داراست، دنیای جدیدی از کاربردهای علوم مهندسی در ورزش یا به عبارتی همان مهندسی ورزش جدید می‌باشد. به‌طورکلی توانمندهایی مهندسی ورزش در این حوزه را در بخش‌هایی نظیر تحلیل، طراحی و ساخت، انتخاب، ایمنی، نگهداری و استفاده صحیح در نظر گرفت.

### ابزار دقیق ورزشی
به جرئت می‌توان چنین اظهار کرد که ابزار دقیق و اندازه‌گیری‌های ورزشی جذاب ترینِ کاربردهای مهندسی ورزش می‌باشد، جایی که چالش بزرگ داوری و خطای انسانی را به خوبی حل کرده‌است. تکنولوژی خط دروازه، تکنولوژی چالش ویدیویی خط در رشته‌های والیبال و تنیس، داوری الکترونیکی تکواندو، داوری هوشمند شنا و … نمونه‌های روشنی از اقتدار و حکمرانی مهندسی ورزش و اوج هنر این رشته دانشگاهی است. البته کاربردهای ابزار دقیق نه تنها در حیطه داوری و قضاوت بلکه در انجام کلیه آزمایش‌ها و رکوردها در ورزش که بنای آن کار اندازه‌گیری و استفاده از سنسورها و سیستم‌های ثبت برمبنای روش‌شناسی علمی و مهندسی است، می‌باشد. آزمون‌ها و تست‌های ورزش، تست و کالیبراسیون تجهیزات ورزشی، استاندارد سنجی، کمی سازی و تحلیل مهندسی مهارت‌ها و عملکردهای ورزشی، تجهیزات اندازه‌گیری در فن آوری‌های ورزشی، مانیتورینگ‌های ورزشی و سیستم‌های اندازه‌گیری تجهیزات ورزشی مدرن بخش‌های مختلف این حوزه از مهندسی ورزش بوده و از توانمندی‌های بالقوه مهندسین ورزش محسوب می‌گردد*.

### پردازش داده‌های ورزشی
یکی از مقدورترین حوزه‌های مهندسی ورزش پردازش و تحلیل مهندسی داده‌های ورزشی و تبدیل آن به اطلاعات و مفاهیم قابل استفاده برای درک مناسب پدیده‌های ورزشی شامل عملکرد ورزشکار و عوامل محیطی مرتبط با آن است. حرکات و مهارت‌های پیچیده ورزشی پس از ثبت و کمی سازی (ابزار دقیق) و تبدیل به داده توسط سخت‌افزار مناسب، با استفاده از روش‌ها و الگوریتم‌های پردازش داده در محیط‌های نرم‌افزاری مناسب مبدل به اطلاعات قابل استفاده برای درک بهتر یا ایجاد تصمیم به منظور اقدام بعدی می‌گردد. به عنوان مثال می‌توان به بخش نرم‌افزاری تکنولوژی خط دروازه، نرم‌افزارهای تحلیل سه بعدی حرکات و مهارت‌های ورزشی، نرم‌افزارهای تحلیل مسابقه و … اشاره نمود. به‌طور کلی این حوزه از مهندسی ورزش شامل بخش‌های تحلیل کمی و مهندسی مهارت ورزشی، کنترل حرکات ورزشی، تحلیل کمی و مهندسی عملکردهای ورزشی، آنالیز مسابقات ورزشی، آموزش‌های نرم‌افزاری، استعدادیابی برمبنای روش‌های محاسباتی و مهندسی، مدلسازی و شبیه‌سازی سیستم‌های ورزشی، نرم‌افزارهای مانیتورینگ ورزشی و به‌طور کلی طراحی و ارائه نرم‌افزارهای ورزشی می‌باشد.

### استانداردسازی و استاندارد سنجی
مقوله استاندارد در ورزش مرتبط با تمامی پنج حوزه یادشده بوده و در حقیقت متر و معیار تصمیم در مورد شدت و حدت ویژگی‌های فنی و مهندسی در سیستم‌های مختلف مطرح در آن حوزه‌ها می‌باشد. استانداردها در ورزش معیارهای کمی مشخصی را برای حل نهایی مسائل و چالش‌های مربوط به مهندسی ورزش ارائه و چارچوب‌های طراحی، ساخت و تست را معرفی می‌نمایند. استانداردسازی به معنی به‌کارگیری استانداردهای بین‌المللی و ملی در فرایند طراحی و ساخت سیستم‌های مهندسی در حیطه ورزش و استاندارد سنجی به معنی تشخیص و اندازه‌گیری استانداردهای مذکور در محصولات مربوطه چه در زمان ساخت و چه در زمان بهره‌برداری است؛ لذا اهمیت و تعیین‌کننده بودن این مقوله موجب می‌گردد که به عنوان یک حوزه مهم و مجزا در مهندسی ورزش به صورت متمایز معرفی شده و در واقع نیازها و بایدها را به یکدیگر متصل سازد؛ لذا استاندارد برای توسعه و ارتقاء درست ورزش و بهره‌مندی از خدمات مهندسی ورزش یک باید و یک اجبار مطلوب محسوب شده و در حقیقت حلقه مفقوده ارتباط متقابل ورزش و مهندسی ورزش می‌باشد.

### مهندسی ورزش و فناوری نانو
فناوری نانو در تمام حوزه‌ها تأثیرات بسیاری گذاشته‌است و بیشتر محققان، پژوهشگران و تولیدکنندگان در حوزه فناوری نانو پای گذاشته‌اند. یکی از حوزه‌هایی که در سال‌های اخیر رو به استفاده از فناوری نانو آورده، حوزه مهندسی ورزش بوده‌است. در همین خصوص به علت تأثیرات بسیاری که فناوری نانو در بهبود خواص مواد در ورزش از خود بروز داده‌است، بسیاری از سازندگان لوازم ورزشی مطرح جهان، برای بهره‌گیری از فناوری نانو در تولیدات خود، سرمایه‌گذاری کلانی کرده‌اند. به طوری که مجموع تولیدات سالانه نانولوله‌های کربنی، که تنها یکی از نانومواد مهم است و کاربردهای ورزشی آن بسیار چشمگیر است، طی سال‌های گذشته بسیار افزایش داشته‌است. ارزش بازار این مواد در سال ۲۰۰۷ بیش از ۱۰۰ میلیون دلار بود که انتظار می‌رود سرعت رشد این بازار همچنان تداوم داشته باشد.